# منطقه حفاظت‌شده دینارکوه
منطقهٔ حفاظت‌شدهٔ دینارکوه یک منطقهٔ حفاظت‌شده با مساحت ۴۱۴۶۳ هکتار است که در استان ایلام در ایران قرار دارد. این منطقهٔ حفاظت‌شده طبق مصوبهٔ شمارهٔ ۶۸۴ در تاریخ ۱۳۸۰/۷/۲۵ در فهرست مناطق تحت حفاظت سازمان محیط زیست ایران قرار گرفت.